# Château du Valentino
Pour les articles homonymes, voir Valentino.
Le château du Valentino (en italien : Castello del Valentino) est un château de la ville de Turin, dans la région du Piémont en Italie. Il est situé sur les rives du Pô, dans le parc du Valentino.
Il abrite la faculté d'architecture de l'École polytechnique de Turin. Il était une des résidences de la maison royale de Savoie, et est inclus à ce titre depuis 1997 dans la liste du patrimoine mondial de l'humanité établie par l'UNESCO.
L'ancien château a été construit par le duc Emmanuel-Philibert de Savoie. Le nom de Valentino, mentionné dès le XIIIe siècle, vient vraisemblablement de saint Valentin, dont les reliques étaient vénérées dans une église proche.
La structure actuelle est due à Christine de France au XVIIe siècle. Elle est en forme de fer à cheval avec quatre tours à chaque angle et une cour intérieure large avec un trottoir de marbre. Les travaux ont duré jusqu'en 1660.
Des modifications mineures ont été apportées au XIXe siècle. Une grande partie du mobilier du XVIIe siècle a été pillée par les troupes françaises. Pendant le demi-siècle suivant, le palais a été plus ou moins abandonné et est tombé dans un état de délabrement. Des rénovations ont été effectuées en 1860 quand il a été choisi comme siège du corps enseignant de technologie de Turin.

## Galerie

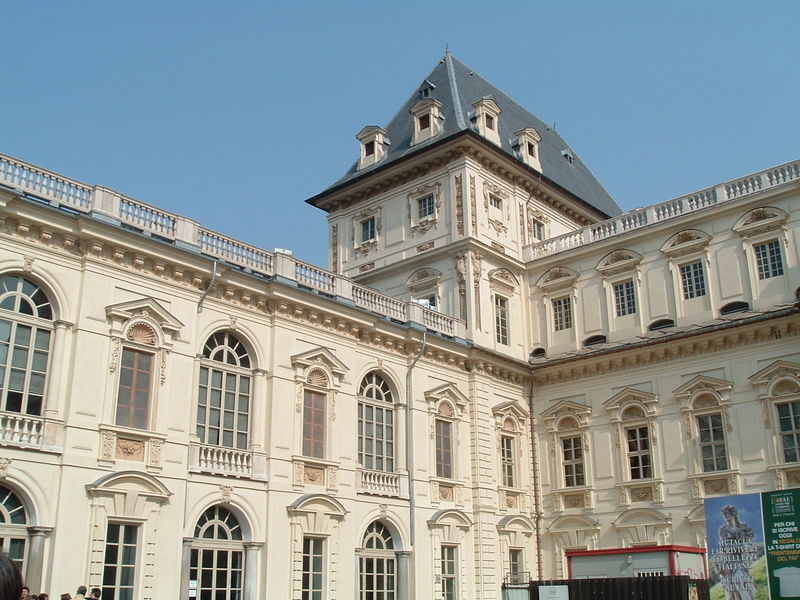
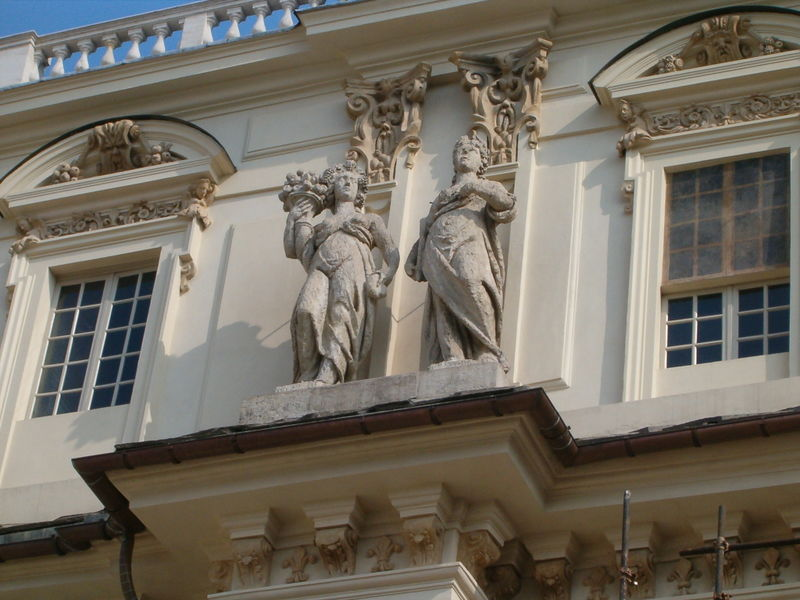